# Марія I (королева Сицилії)
Марія I (Maria I; 2 липня 1363 —25 травня 1401) — королева Тринакрії (Сицилії), герцогиня Афінська у 1377—1401 роках.

## Життєпис
Походила з Барселонської династії. Донька Фредеріка III, короля Тринакії, та Констанції Арагонської. Після смерті батька у 1377 році стала королевою. Втім з огляду на молодий вік владу перебрала регентська рада, що складалася з представників найвпливовіших родин королівства: Артале I де Алагон, графа Франческо II Вентімілья, Манфреда III К'ярамонте, граф Модіка, Вільгельма Перальти, граф Кальтабеллотта. За домовленістю ці аристократи поділити Сицилію між собою.
У 1379 році королеву було викрадено графом Вільягельмом Раймондом III де Монкада, щоб запобігти її шлюбу з Джангалеаццо Вісконті, герцогом Міланським. Вона мешкала в Лікаті, який взяв в облогу Артале I де Алагон. У 1382 році арагонський флот переміг міланський флот, звільнив її і переправив до Сардинії. У 1384 році відправлено до Арагону, де вона вийшла заміж за онука Педро IV, короля Арагону. Весілля відбулося у 1389 році. У 1391 році сицилійські барони закликали на сицилійський трон Людовика II, короля Неаполя.
У відповідь подружжя висадилося з військом зайнявши увесь острів, коронувашись в Палермо. Втім у 1393 році почалося нове повстання баронів. Тоді на допомогу прибув інфант Мартин, батько чоловіка Марії I. У результаті усі повсталі аристократи зазнали поразки. Втім арагонським військам у 1398 році довелося ще раз прибути на Сицилію задля придушення нового повстання знаті.
Померла Марія I від чуми в м. Лентіні у 1401 році. Поховано в Кальярі на Сардинії. Після неї продовжував правити чоловік Мартин I. З цього моменту Сицилія остаточно перейшла під контроль Арагону.

## Родина
Чоловік — Мартин I, син Мартина I, короля Арагону
Діти:
- Педро (1398—1400)